# Cirolana hesperia
Cirolana hesperia är en kräftdjursart som beskrevs av Bruce 1986. Cirolana hesperia ingår i släktet Cirolana och familjen Cirolanidae. Inga underarter finns listade i Catalogue of Life.